# 恵須取岳
恵須取岳（ロシア語: Беловая, えすとるだけ）は、樺太北部にある山である。
当該地域の領有権に関しては樺太の項目を参照。

## 概要
樺太山脈にあり、標高は1,135mである。山頂は恵須取郡恵須取町と元泊郡知取町にまたがっており、知取側は知取川の上流に、恵須取側は恵須取川の上流に位置する。